# Sándor Svéd

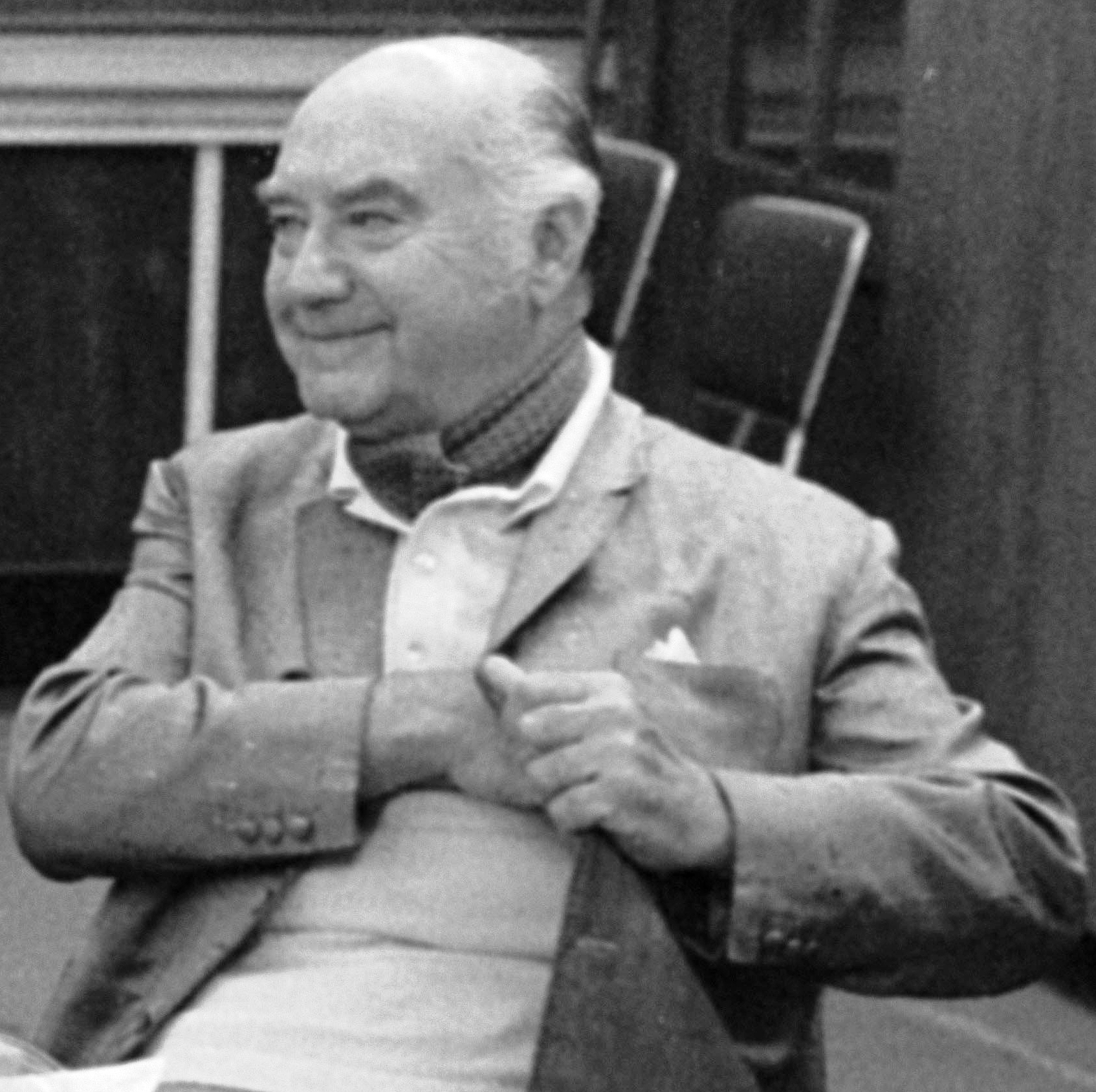
Svéd Sándor, 1969

Sándor Svéd (Budapest, 28 de mayo de 1906―Viena, 9 de junio de 1979) fue un barítono húngaro.
Estudió violín en Budapest y canto en Milán con Sammarco y Stracciari, cuyo ejemplo sin duda contribuyó a formar su voz y su estilo. Debutó en Budapest en 1928.